# Vladimir Klemenčič
Vladimir Klemenčič, slovenski geograf, * 10. julij 1926, Ljubljana, † 27. maj 2013.

## Življenje
Klemenčič je leta 1951 diplomiral na ljubljanski Prirodoslovno matematični fakulteti in 1957 doktoriral na Fakulteti za naravoslovje in tehnologijo v Ljubljani. Leta 1951 se je zaposlil na ljubljanski Filozofski fakulteti kjer je postal 1972 redni profesor. Strokovno se je izpopolnjeval v Münchnu, Varšavi in drugod ter skrbel za vključevanje slovenske geografije v srednjeevropsko. Vladimir Klemenčič je bil od leta 1962 do 1980 direktor univerzitetnega Inštituta za geografijo, v letih 1988–89 je vodil tudi Inštitut za narodnostna vprašanja. Klemenčič je utemeljitelj socialne geografije v Sloveniji. Leta 1992 je bil imenovan za ambasadorja Republike Slovenije v znanosti. 1994 pa za zaslužnega profesorja ljubljanske univerze.

## Delo
Klemenčič se je sprva ukvarjal s slovensko narodno manjšino na Koroškem, v sedemdesetih in osemdesetih letih 20. stoletja tudi z italijansko in madžarsko v Sloveniji, s slovensko manjšino v Italiji in na Madžarskem, ter z obmejnimi območji sploh. Z raziskovanjem zamejske problematike, zlasti prebivalstvene, je pomembno prispeval k teoriji in metodologiji takšnih raziskav.